# 三角帳塔柱
在幾何學中，三角帳塔柱是指底面為三角形的帳塔柱。

## 正三角帳塔柱
正三角帳塔柱為92種Johnson多面體(J18)中的其中一個，顧名思義，它可由一個正五角柱在一底面連接一個底面大小相同的正三角帳塔(J3)接合而成。這92種Johnson立體最早在1966年由Johnson Norman命名並給予描述。

## 外部連結
- 埃里克·韦斯坦因. . MathWorld.
  - 埃里克·韦斯坦因. . MathWorld.